# Idionyx yolanda
Idionyx yolanda – gatunek ważki z rodziny Synthemistidae. Występuje w Azji Południowo-Wschodniej; stwierdzony na Półwyspie Malajskim, w Singapurze, na Sumatrze, Belitung i Borneo; być może występuje też w południowej Mjanmie i południowej Tajlandii.